# 吉田寛 (コピーライター)
吉田 寛（よしだ かん、1957年 - 2021年4月19日）は、日本のコピーライター・文筆家。

## 略歴
大分県臼杵市出身。東京の専門学校を卒業後、コピーライターとして活動を始めた。24歳の時に大分県に戻り、大分市の広告制作会社での勤務を経て、1992年に独立した。
2021年4月19日、大分市内の自宅で急逝した。63歳歿。

## 人物
愛称「寛ちゃん」として大分県民に親しまれていた。焼酎愛好家としても知られた。

## 著書
- 「長浜塩九升おいさん通り」
- 「すもつくれん」、「すもつくれん2」、「すもつくれん3」
- 「いらんしょわ」
- 「あっちあられん」
- 「どんこんならん」
- 「なしかの本」（シリーズ 30巻）
- 「夕方なしかの本」（シリーズ 10号）
- 「おいさん物語」、「おばさん物語」
- 「使おうえ！大分弁I」、「使おうえ！大分弁II」
- 「虹色おいさん」（全7巻）
- 「キッカン君」（全2巻）
- 「闇の彼方へ」（JR九州）[1]

## メディア

### ラジオ
- えもしれぬ セカンドハンズバー（雇われ店長）
- 夕方なしか（大分放送、毎週土曜日 16:40-17:00、1995年-2021年）[2][5][6]

## 連載
- 『あげえあんに』（月刊セーノ!、2007年 - 2018年） - 連載小説[1]
- 『寛流大分弁俳句』（毎日新聞（大分版）、2012年 - 2021年） - コラム[1][4][7]

## 主なキャッチコピー
- 「ヨロコビのヨコビロ」（日本コダック社）
- 「思惑のないひととき」（日東紅茶）
- 「世界で一番美しい言葉」（KDD）
- 「文化するけん大分県」（大分県）
- 「なしか!」（八鹿酒造）
- 「動物をみた、そして、人間をみる」（アフリカンサファリ）
- 「が、イイやん！」（JA共済）[1]
- 「よいこの未来は、よい未来。」（大分みらい信用金庫）